# Murra
Murra is een gemeente in het departement Nueva Segovia in Nicaragua. De gemeente ligt in het noorden van het land en telde in 2015 bijna 18.000 inwoners, waarvan ongeveer één procent in urbaan gebied (área de residencia urbano) woont.

## Geografie
Murra ligt in het noorden van het land nabij de Hondureze grens in de Cordellia Isabelia op een hoogte van 750 meter. De hoofdplaats bevindt zich op zo'n 300 km ten noorden van de landelijke hoofdstad Managua. De gemeente beslaat een oppervlakte van 429 km² en met een inwoneraantal van 17.900 in 2015 heeft het een bevolkingsdichtheid van 42 inwoners per vierkante kilometer.

### Aangrenzende gemeenten
| Aangrenzende gemeenten | Aangrenzende gemeenten  | Aangrenzende gemeenten | Aangrenzende gemeenten | Aangrenzende gemeenten |
| ---------------------- | ----------------------- | ---------------------- | ---------------------- | ---------------------- |
| Jalapa                 |                         |                        |                        | Trojes (H)             |
|                        |                         |                        |                        |                        |
| El Jicaro              | Wiwilí de Nueva Segovia |                        |                        |                        |
|                        |                         |                        |                        |                        |
|                        |                         | Quilalí                |                        |                        |

## Economie
De economie is met name gericht op de landbouw, voornamelijk het verbouwen van bonen, koffie en maïs.